# Grégoire Kayibanda
Grégoire Kayibanda (1 de mayo de 1924 - 15 de diciembre de 1976) fue un político ruandés,  primer Presidente de la Ruanda independiente y primer Presidente electo (26 de octubre de 1961 - 5 de julio de 1973). Estableció una política favorable a los hutus y un sistema unipartidista de facto gobernado por su partido, Parmehutu. Fue derrocado en un golpe de Estado en 1973.

## Biografía
Kayibanda nació en Tare, en el sur de Ruanda, el 1 de mayo de 1924. Su padre, Léonidas Rwamanywa, y su madre, Caroline Nyirambeba, tuvieron 13 hijos, 5 de los cuales llegaron a la edad adulta. Asistió a la escuela primaria, primero en Tare (1932-1934) y luego en Kabgayi (1934-1937). En 1937 se matriculó en el Seminario Menor San León de Kabgayi. Tras finalizar sus estudios secundarios en 1943, el 28 de diciembre de 1944 ingresó en el Seminario Mayor de Nyakibanda, situado a una docena de kilómetros al sur de la ciudad de Butare. En aquella época, era la única institución de enseñanza superior de Ruanda. El 15 de noviembre de 1948, decidió abandonar definitivamente el Seminario Mayor y se dedicó a la enseñanza. 

## Trayectoria profesional
En 1953, Grégoire Kayibanda fue destinado a Kabgayi, a la Oficina de Inspección Escolar, departamento responsable de la revisión y adaptación de los manuales escolares. Jefe de una asociación de monitores (AMR) con casi 2.000 miembros, Grégoire Kayibanda dirigía la revista profesional Kurerera Imana ("Educar para Dios"). Cuando se anunció la secularización de las escuelas, la AMR consiguió reunir cerca de 100.000 firmas en apoyo de los Consejos de Padres, que amenazaban con organizar manifestaciones si se eliminaba la enseñanza de la religión de los planes de estudios. 
A principios de 1955, Grégoire Kayibanda pasó de la Inspección de Escuelas a dirigir el periódico católico Kinyamateka, bajo la dirección del padre Arthur Dejemeppe, vicario delegado de monseñor Déprimoz desde 1953. Desde hacía algún tiempo, este periódico daba muestras de "una tendencia reivindicativa o reformista", aumentando su tirada de 5.000 a 20.000 ejemplares. Según Donat Murego, "la idea clave en torno a la cual giraban las quejas, los elogios y los deseos era la de progreso (amajyambere)". La Iglesia católica mostró su apoyo a las ideas de Grégoire Kayibanda permitiéndole hacerse cargo de la dirección de L'Ami d'abord y del único periódico político del país, Kinyamateka, publicado en kinyarwanda. El periódico apoyó firmemente a los que reivindicaban una mayor justicia social contra la segregación socioétnica.  
Kayibanda criticó las desigualdades sociales y políticas basadas en la discriminación étnica a favor de los tutsis por parte de la administración supervisora belga (colonial) y la monarquía feudal tutsi. Condenó la exclusión de la mayoría hutu de las esferas de poder.  
En 1953, fue elegido miembro del consejo de jefes y, posteriormente, del consejo territorial. 

## Gobierno
La mayoría hutu llevaba mucho tiempo resentida por el poder de la minoría tutsi. Fueron alentados por los defensores de los hutus en la Iglesia católica y por los belgas cristianos, cada vez más influyentes en el Congo. Los mandatos de las Naciones Unidas, la élite tutsi y los colonos belgas contribuyeron al creciente malestar social y político. 
Los dirigentes hutus se reunieron en Gitarama el 20 de marzo de 1957 para preparar y firmar un documento titulado "Nota sobre el aspecto social del problema racial en Ruanda", posteriormente denominado por la administración colonial Manifiesto Bahutu. En este documento, denunciaban el "colonialismo a dos niveles", es decir, la dominación de la minoría tutsi y la de la administración fiduciaria.
Kayibanda cada vez era más conocido por todos, conocimiento que aprovechó para organizar un partido político y establecer los futuros Consejos Comunales tras las elecciones comunales. El 26 de septiembre de 1959, tras una reunión de los principales dirigentes del Movimiento Social Hutu (MSH), se fundó el Parmehutu (Partido del Movimiento para la Emancipación de los Hutus). El objetivo de este partido no era sólo unir a los hutus en un partido único, sino también ser la voz de las poblaciones explotadas, es decir, un gran número de tutsis y twas pobres, sin limitarse a la etnia hutu.
Tras las consultas populares del 25 de septiembre de 1961, la Asamblea Legislativa da prioridad a la cuestión del sistema constitucional de la nueva república. La cuestión se debatió en su reunión del 4 de octubre de 1961. La Asamblea Legislativa se pronuncia a favor de un Estado republicano y un sistema presidencial fuerte. El presidente sería a la vez jefe de Estado y jefe de Gobierno. Sería elegido por la Asamblea Legislativa de entre sus miembros mediante votación secreta y una mayoría de 2/3. Las elecciones se celebraron el 26 de octubre de 1961 y fueron ganadas por Kayibanda por 34 votos de un total de 44. La independencia de Ruanda se proclamó el 1 de julio de 1962. El 18 de septiembre encabezó la primera delegación de Ruanda ante la Asamblea General de las Naciones Unidas. El 23 de noviembre de 1962, la Asamblea Nacional votó una Constitución que establecía el principio de la elección del Presidente de la República por sufragio universal para un mandato de 4 años, renovable sólo tres veces.
Durante los años siguientes, Kayibanda fue aumentando su poder paso a paso. En 1965, el Parmehutu era el único partido legal del país. En las elecciones celebradas ese año, Kayibanda fue el único candidato presidencial. Fue reelegido en 1969, de nuevo como único candidato. En ambas elecciones, solo se podía elegir una única lista de candidatos del Parmehutu. En 1973, antes de las elecciones presidenciales, que no se llevaron a cabo, aplicó una reforma constitucional, aumentando el periodo presidencial de cuatro a cinco años, y eliminar el límite de edad, que en aquel entonces, era de 60 años.
Durante su gobierno, Kayibanda aplicó una política exterior pro-occidental y anticomunista. Ruanda mantuvo relaciones cordiales con la República de China, mientras criticaba duramente la política de la República Popular China en África. El gobierno adoptó una postura generalmente neutral en el conflicto árabe-israelí y en la guerra de Vietnam.

## Derrocamiento y Muerte
En 1973, las elecciones presidenciales debían celebrarse en septiembre. Se presenta un proyecto de ley a la Asamblea Nacional, que lo aprueba y promulga el 18 de mayo: el mandato presidencial se amplía de 4 a 5 años, y también se suprime el límite de edad de 60 años. Enfrentado desde 1968 a las rivalidades regionalistas Norte-Sur, el régimen del Presidente Kayibanda fue criticado por haber apartado progresivamente a los dirigentes políticos del Norte y por concentrar el poder en manos de los nacionales de su prefectura natal, Gitarama. Desde principios de 1973, los disturbios interétnicos - a raíz de las masacres de hutus en Burundi por la junta militar tutsi en el poder - habían debilitado el régimen, que se enfrentaba al mismo tiempo a rivalidades regionalistas Norte-Sur. La presidencia de Kayibanda llegó a su fin el 5 de julio de 1973, tras el golpe de Estado organizado por su ministro de Defensa, Juvénal Habyarimana, que le sustituyó.
Estuvo bajo arresto domiciliario en Rwerere, en la prefectura de Ruhengeri, y después, tras la muerte de su esposa, en su casa de Kavumu, cerca de Gitarama. El 29 de junio de 1974 fue condenado a muerte por el Consejo de Guerra n.º 0001/74/CM. Su pena fue conmutada por cadena perpetua por decisión de Juvénal Habyarimana. El presidente Kayibanda falleció en su domicilio el 15 de diciembre de 1976.